# Wimbledon 2023 (rolstoelvrouwendubbel)
Op Wimbledon 2023 speelden de rolstoelvrouwen de wedstrijden in het dubbelspel op donderdag 13 en zondag 16 juli 2023 in de Londense wijk Wimbledon.
| Resultaat    | Prijzengeld (per team) |
| ------------ | ---------------------- |
| winnaressen  | £ 26.000               |
| finale       | £ 13.000               |
| eerste ronde | £ 8.000                |

## Toernooisamenvatting
Van de titelhoudsters Yui Kamiji en Dana Mathewson had de laatste zich niet voor deze editie van het toernooi ingeschreven. Kamiji speelde samen met de Zuid-Afrikaanse Kgothatso Montjane, met wie zij het eerste reekshoofd vormde.
Het Nederlandse koppel Diede de Groot en Jiske Griffioen was als tweede geplaatst. Zij wonnen de titel waarbij zij in de finale te sterk waren voor Kamiji en Montjane. Voor Griffioen was het de vijftiende grandslamtitel in het dubbelspel, voor De Groot de zeventiende.
De derde Nederlandse, Aniek van Koot, speelde samen met Lucy Shuker (VK) – in de eerste ronde werden zij uitgeschakeld door De Groot en Griffioen.

## Geplaatste teams
| Nr. | Team                           | Resultaat   | Uitgeschakeld door             |
| --- | ------------------------------ | ----------- | ------------------------------ |
| 1.  | Yui Kamiji Kgothatso Montjane  | finale      | Diede de Groot Jiske Griffioen |
| 2.  | Diede de Groot Jiske Griffioen | winnaressen | winnaressen                    |

## Toernooischema
| Legenda | Legenda                  |
| ------- | ------------------------ |
| Q       | Qualifier                |
| WC      | Deelname via wildcard    |
| LL      | Lucky Loser              |
| r       | Opgave / trok zich terug |
| w/o     | Walk-over                |
| Alt     | Alternate                |
| SE      | Special Exempt           |
| PR      | Protected Ranking        |
| d       | Diskwalificatie          |

- Ranglijstpositie dubbelspel tussen haakjes.

|  | eerste ronde | eerste ronde                           | eerste ronde                   | eerste ronde | eerste ronde |                                     |                               | finale | finale | finale | finale | finale |
|  |              |                                        |                                |              |              |                                     |                               |        |        |        |        |        |
|  | 1            | Yui Kamiji Kgothatso Montjane (2+4=6)  | 4                              | 6            | 6            |                                     |                               |        |        |        |        |        |
|  |              | Momoko Ohtani Zhu Zhenzhen (8+5=13)    | 6                              | 2            | 3            |                                     |                               |        |        |        |        |        |
|  |              | Momoko Ohtani Zhu Zhenzhen (8+5=13)    | 6                              | 2            | 3            | 1                                   | Yui Kamiji Kgothatso Montjane | 1      | 4      |        |        |        |
|  |              |                                        |                                |              |              | 1                                   | Yui Kamiji Kgothatso Montjane | 1      | 4      |        |        |        |
|  |              | 2                                      | Diede de Groot Jiske Griffioen | 6            | 6            |                                     |                               |        |        |        |        |        |
|  |              | 2                                      | Diede de Groot Jiske Griffioen | 6            | 6            | Lucy Shuker Aniek van Koot (9+3=12) | 3                             | 2      |        |        |        |        |
|  |              |                                        |                                |              |              | Lucy Shuker Aniek van Koot (9+3=12) | 3                             | 2      |        |        |        |        |
|  | 2            | Diede de Groot Jiske Griffioen (1+6=7) | 6                              | 6            |              |                                     |                               |        |        |        |        |        |